# La Bigne
La Bigne é uma ex-comuna francesa na região administrativa da Normandia, no departamento de Calvados. Estendeu-se por uma área de 3,86 km². Em 2010 a comuna tinha 197 habitantes (densidade: 51 hab./km²).
Em 1 de janeiro de 2017 foi fundida na comuna de Seulline.